# 王懿修
王懿修（1736年—1816年），字仲美，又字春敷，安徽青阳人。清朝乾隆、嘉庆年间政治人物。

## 生平
王懿修为乾隆三十一年（1766年）进士，选庶吉士，散馆授编修。入直上书房，教授庆郡王永璘读书。之後历任陕西、广东、江西乡试考官，广西、湖北学政，少詹事等职。乾隆五十四年（1789年），以病告归。嘉庆元年（1796年），参加千叟宴。七年（1802年），授通政司副使，历光禄寺卿、内阁学士。八年（1803年），擢礼部侍郎，兼顺天学政。十年（1805年），提拔为左都御史，回京供职。不久升礼部尚书，管理户部三库事。十二年（1807年），充任上书房总师傅。十四年（1809年），嘉庆帝五旬万寿庆典，加太子少保，典会试。十八年（1813年），因年老致仕。二年後，年八十，嘉庆帝赐寿。嘉庆二十一年（1816年）卒。谥文僖。
《清史稿》有传，评价其“持躬端谨，制作雅正，甚被仁宗眷遇”。

## 家族
有子宗诚，字廉甫，乾隆五十五年（1790年）一甲第三名进士。

## 遗迹
其墓在今安徽省青阳县城西平山村，为夫妇合葬墓。墓前原有神道碑两块，祭文碑一块，已毁坏无存。现存嘉庆二十三年（1818年）其子宗诚为父母所立石碑一块，墓前两侧尚有石制狮、马、象各一对。其墓于1964年被掘，部份随葬品被取出后又重新掩埋。其墓志铭以朝廷诰旨为文。

## 延伸阅读
[在维基数据编辑]
 《清史稿·卷351》，出自趙爾巽《清史稿》